# Ippocrene
Nella mitologia greca, l'Ippocrène (AFI: /ippoˈkrɛne/; in greco antico:  Ἱπποκρήνη?, Hippocrḕnē, "fonte del cavallo") era una sorgente sul monte Elicona, scaturita nel punto dove Pegaso, il cavallo alato, aveva colpito la roccia. 

Nell'antica Grecia il luogo veniva localizzato in Beozia nei pressi di Tespie, una polis alle pendici del monte Elicona facente parte dell'antica Aonia.

## Mitologia
Intorno a questa fonte si riunivano le Muse per cantare e danzare. Queste ultime erano chiamate anche Aganippidi, dal nome della fonte ed Ovidio vi associa l'epiteto della ninfa Crenea Aganippe ma il significato non è chiaro, poiché essendo da Ovidio un termine utilizzato anche per definire le Muse (Aganippis Hippocrene) potrebbe solo significare "Ippocrene il luogo sacro alle Muse" escludendo quindi il nome di Aganippe da quelli riguardanti questa fonte.